# Sbarramento Anterselva Mezzavalle-Lago di Anterselva
Lo sbarramento Anterselva Mezzavalle-Lago di Anterselva (in tedesco Sperre Antholz-Mittertal-Antholzer See) è uno degli sbarramenti del XV settore di copertura Pusteria, che si erge nel territorio comunale di Rasun Anterselva, nelle vicinanze del lago di Anterselva, lungo la valle di Anterselva, una laterale della val Pusteria. Questo sbarramento è uno dei diversi sbarramenti che vanno a comporre il vallo alpino in Alto Adige.

## Storia

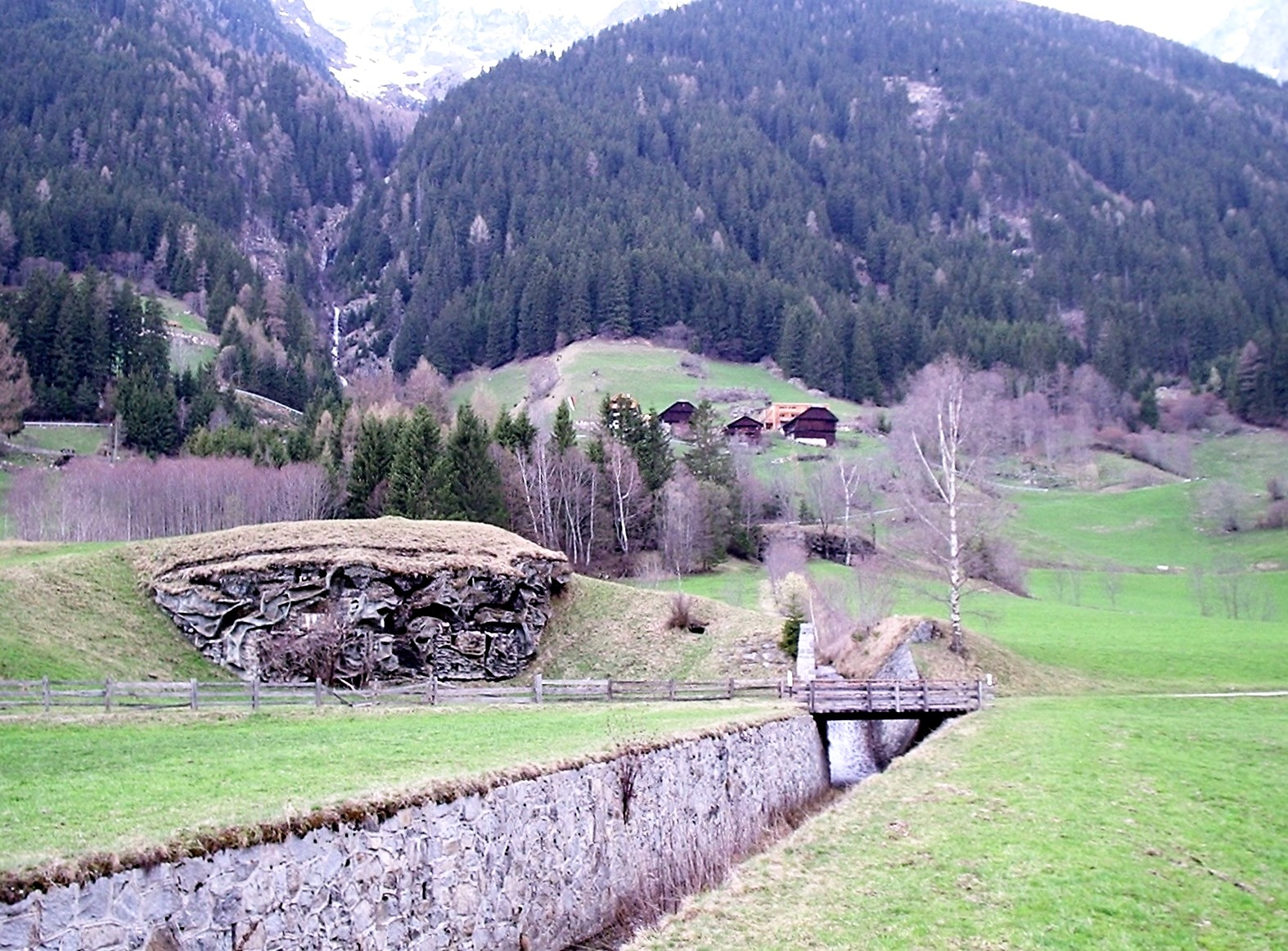
Le opere 1 e 2 nei pressi del fossato anticarro

La valle di Anterselva era ritenuta ai tempi una delle più importanti tra le direttrici secondarie. Nello studio del marzo 1939 il IV Corpo d'Armata aveva proposto:
- uno sbarramento presso il passo Stalle per un totale di 12 mitragliatrici 2 mortai da 81 mm, 1 cannone anticarro:
  - 4 appostamenti in calcestruzzo, di cui 2 resistenti ai piccoli calibri e 2 solamente alle schegge;
  - 3 postazioni campali;
- uno sbarramento intermedio presso il lago di Anterselva per un totale di 8 mitragliatrici, 1 cannone anticarro:
  - 2 appostamenti in calcestruzzo resistenti ai piccoli calibri;
  - 2 postazioni campali;
- uno sbarramento in posizione maggiormente arretrata a Sottocosta (Pichleitner) per un totale di 8 mitragliatrici e 1 cannone anticarro:
  - 4 postazioni in calcestruzzo, di cui 2 resistenti ai piccoli calibri e 2 solamente alle schegge;
  - 2 postazioni campali.

Più tardi tale proposta venne modificata soprattutto per quanto riguarda le opere presso il lago e venne rinviata la costruzione dell'ultimo sbarramento difensivo. Nel novembre 1939, in seguito al nuovo studio di ampliamento dell'Organizzazione Difensiva della frontiera nord, vennero chiusi solamente i lavori sui primi due sbarramenti. Vennero realizzate le due opere di tipo 7000 al lago, mentre quello di Anterselva venne aggiornato il progetto nel 1940 alle nuove norme che prevedevano 5 opere di media grandezza e resistenti ai grossi calibri, 4 in calcestruzzo e 1 in caverna, che rimase incompiuta.
Presso il passo vennero costruite 4 casermette difensive per 25 soldati ciascuna.
Nel dopoguerra, le opere dello sbarramento anticarro di Anterselva sono state riutilizzate nel nuovo sistema difensivo. Era denominato "Apollo" e contava 5 opere difensive, 9 ufficiali, 14 sottoufficiali, 141 soldati di truppa, per un totale di 164 soldati.

## Fossato anticarro
Venne costruito un fossato anticarro tra l'opera 2 e la 4. Era inoltre previsto uno sbarramento del rio di Anterselva con funi metalliche e della rotabile con spezzoni di profilato.

## Tabella delle opere dello sbarramento

### Anterselva
|         | Tipo      | Fuc. MTR | MTR | Cann A.C. | Cannoni 75/27 | Osserv. |
| ------- | --------- | -------- | --- | --------- | ------------- | ------- |
| Opera 1 | Media CLS | -        | 3   | -         | -             | -       |
| Opera 2 | Media CLS | -        | 2   | 1         | -             | 1/t     |
| Opera 3 | Media CLS | -        | 3   | -         | -             | -       |
| Opera 4 | Media CLS | -        | 2   | 1         | -             | -       |
| Opera 5 | Media CV  | -        | 3   | -         | -             | -       |
| Totale  | 5         | -        | 13  | 2         | -             | 1       |

### Lago di Anterselva

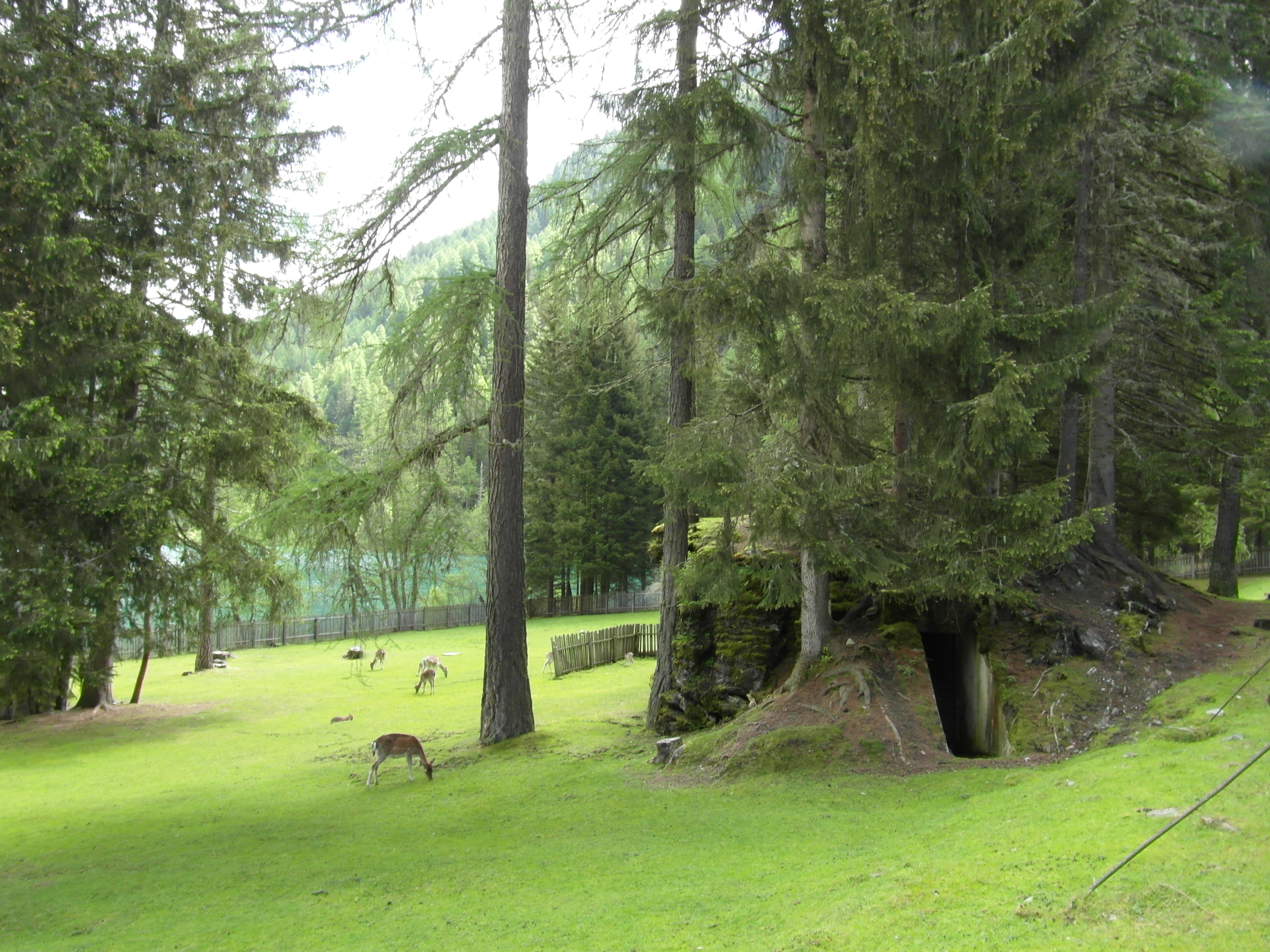
Opera attorno al lago

|         | Tipo        | Fuc. MTR | MTR | Cann A.C. | Cannoni 75/27 | Osserv. |
| ------- | ----------- | -------- | --- | --------- | ------------- | ------- |
| Opera 1 | Piccola CLS | -        | 2   | 1         | -             | -       |
| Opera 2 | Piccola CLS | -        | 2   | -         | -             | -       |
| Totale  | 2           | -        | 4   | 1         | -             | -       |

Entrambe progettate e costruite dopo il 1940.

## Descrizione delle opere dello sbarramento

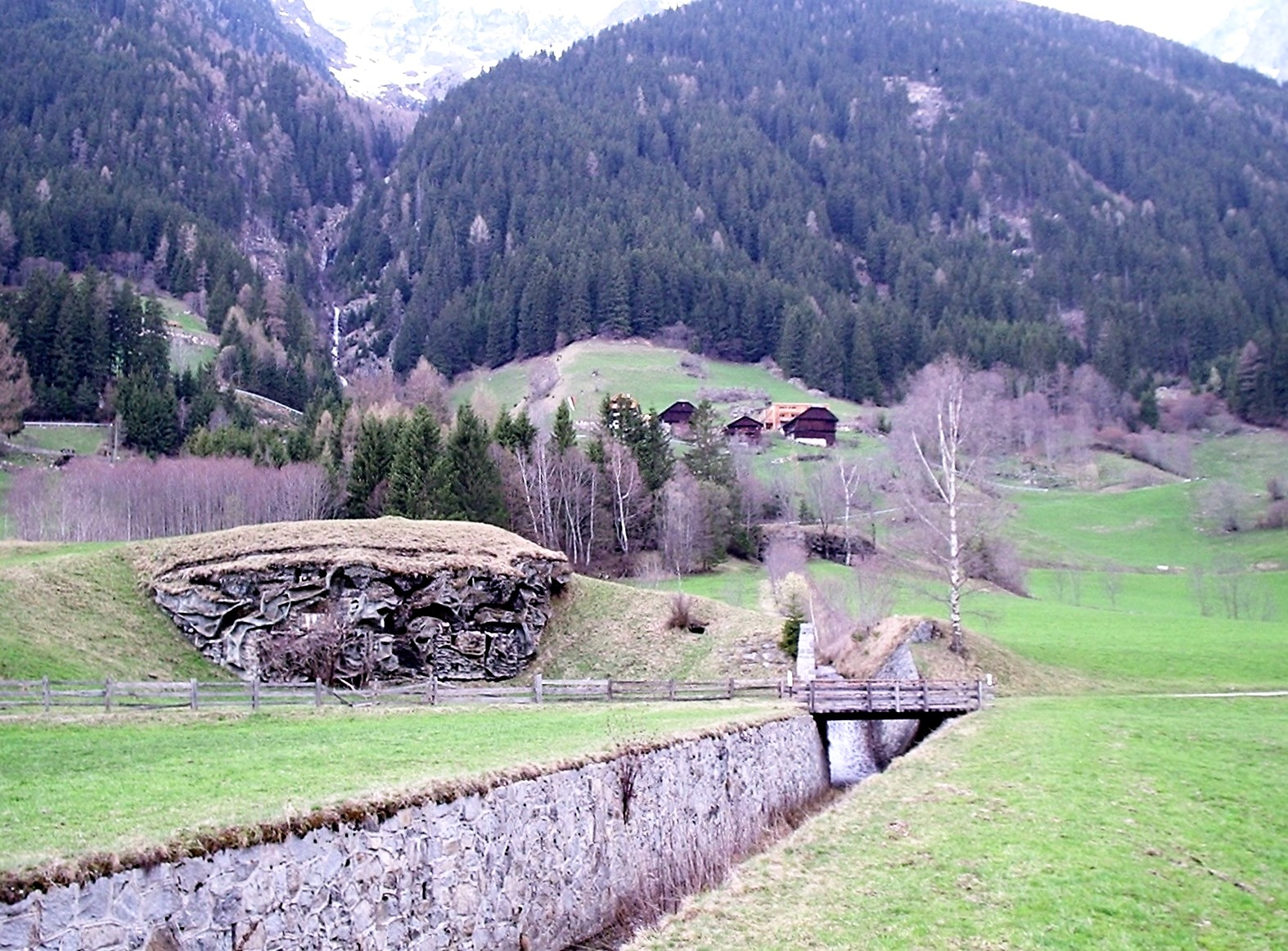
Vista dell'opera 1 e del fossato anticarro

### Anterselva

#### Opera 1
- Come raggiungere l'opera:

Passando da sud a nord per le vie interne del paese di Anterselva di Mezzo (Antholz Mittertal), si arriva a lambire un piccolo rio. Questo non è altro che il fossato anticarro che sbarra la valle. Subito a sinistra si trova quest'opera.
- Caratteristiche:

Opera di media grandezza in calcestruzzo.
- Nome in codice (in ambito NATO): "Massa"
- Armamento previsto:

3 mitragliatrici
- Ingressi:

L'opera ha 1 ingresso
- Dati relativi a febbraio 2011
- Coordinate geografiche: 46°51′48.51″N 12°06′13″E

#### Opera 2

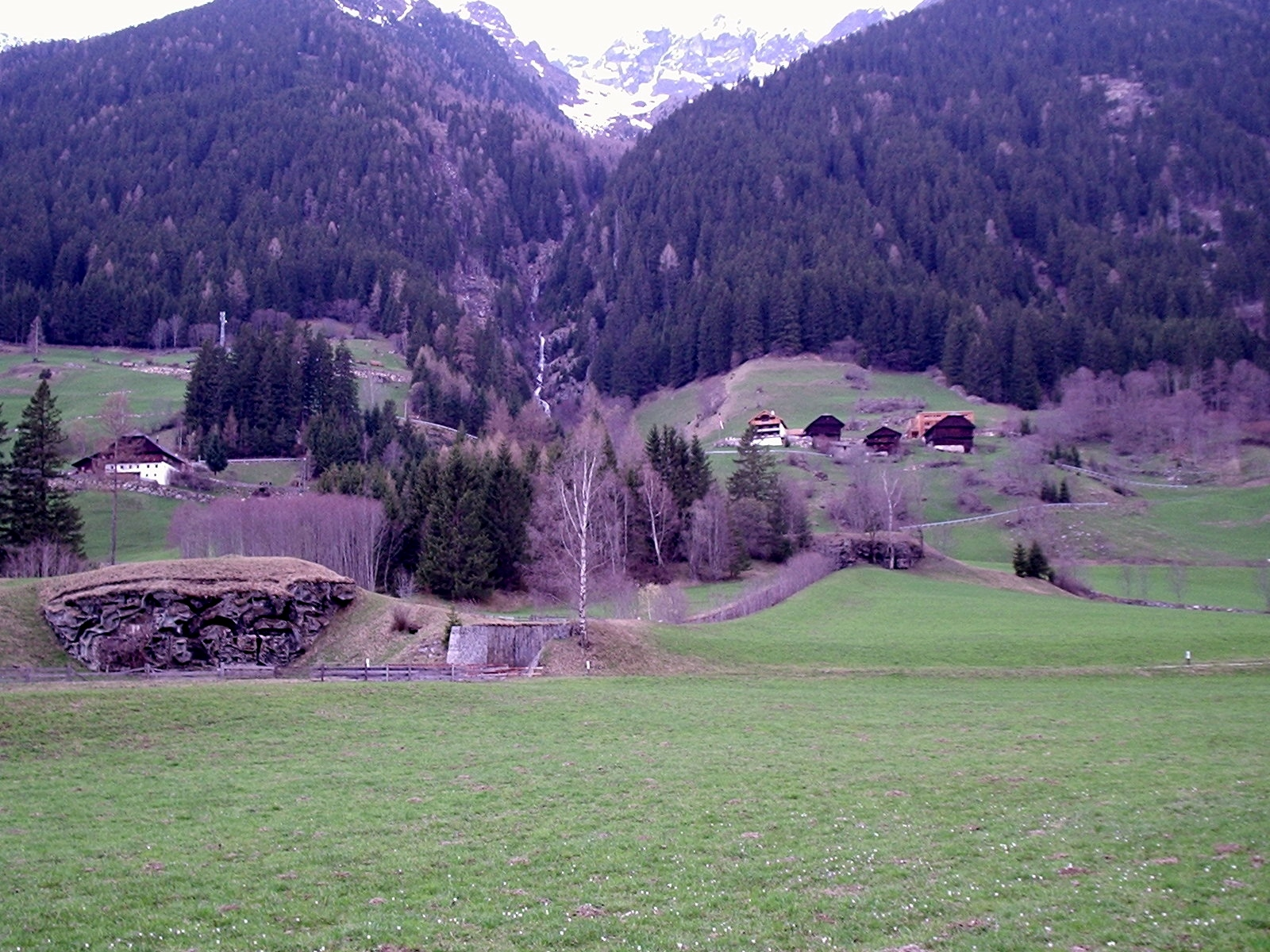
L'opera 1 e sullo sfondo l'opera 2

- Come raggiungere l'opera:

Passando da sud a nord per le vie interne del paese di Anterselva di Mezzo, si arriva a lambire un piccolo rio. Questo non è altro che il fossato anticarro che sbarra la valle. All'estremità ovest si trova quest'opera.
- Caratteristiche:

Opera di media grandezza in calcestruzzo.
- Nome in codice (in ambito NATO): "Conero"
- Armamento previsto:

2 mitragliatrici, 1 cannone anticarro e 1 torretta
- Ingressi:

L'opera ha 1 ingresso
- Dati relativi a febbraio 2011
- Coordinate geografiche:  46°51′53.19″N 12°06′10.93″E

#### Opera 3
- Come raggiungere l'opera:

Per raggiungere l'opera è necessario superare l'agriturismo Eggerhöfe per proseguire per circa 200 metri a nord, lungo il sentiero nr. 3-12.
- Caratteristiche:

Opera di media grandezza in calcestruzzo.
- Nome in codice (in ambito NATO): "Conero"
- Armamento previsto:

3 mitragliatrici
- Ingressi:

L'opera ha 1 ingresso
- Coordinate geografiche: 46°52′06.719″N 12°06′07.13″E

#### Opera 4
- Come raggiungere l'opera:

L'opera è come se fosse la gemella della 2, ovvero dall'altra parte del fossato, ma un po' più in là, nel bosco.
- Caratteristiche:

Opera di media grandezza in calcestruzzo.
- Nome in codice (in ambito NATO): "Anola"
- Armamento previsto:

2 mitragliatrici, 1 cannone anticarro
- Ingressi:

L'opera ha 1 ingresso
- Coordinate geografiche:  46°51′33.8″N 12°06′21.83″E

#### Opera 5
- Come raggiungere l'opera:

Opera più avanzata dell'intero sbarramento è facilmente raggiungibile dal campeggio a nord del paese, seguendo il sentiero n. 1.
- Caratteristiche:

Opera di media grandezza scavata in caverna.
- Nome in codice (in ambito NATO): "Oria"
- Armamento previsto:

3 mitragliatrici
- Ingressi:

L'opera ha 1 ingresso
- Coordinate geografiche:  46°51′41.45″N 12°06′29.49″E

### Lago di Anterselva

#### Opera 4
- Come raggiungere l'opera:

Dal lago di Anterselva (Antholzer See) si procede in senso antiorario fino a trovare presso la riva un recinto di animali selvatici; vicino ad uno di questi si trova quest'opera.
- Caratteristiche:

Opera di piccole dimensioni con una sola feritoia.
- Armamento previsto:

- Ingressi:

L'opera ha un ingresso
- Dati relativi a febbraio 2011
- Coordinate geografiche:  46°52′57.79″N 12°09′50.63″E